# Fernando Paternoster
Fernando Paternoster (Pehuajó, 1903. május 24. – Buenos Aires, 1967. június 6.), olimpiai és világbajnoki ezüstérmes argentin válogatott labdarúgó, edző.
Az argentin válogatott tagjaként részt vett az 1930-as világbajnokságon, az 1928. évi nyári olimpiai játékokon illetve az 1929-es Dél-amerikai bajnokságon.

## Sikerei, díjai

### Játékosként
Argentína
- Világbajnoki döntős (1): 1930
- Dél-amerikai bajnok (1): 1929
- Olimpiai ezüstérmes (1): 1928

### Edzőként
Atlético Nacional
- Kolumbiai bajnok (1): 1954

Emelec
- Ecuadori bajnok (1): 1965

## Külső hivatkozások
- Argentin keretek a Copa Américan rsssf.com
- Fernando Paternoster a FIFA.com honlapján Archiválva 2015. február 7-i dátummal a Wayback Machine-ben